# Kościół Przemienienia Pańskiego w Mielnie
Kościół Przemienienia Pańskiego w Mielnie – gotycki kościół z XV wieku, umiejscowiony w Mielnie. Świątynia jest kościołem parafialnym parafii Przemienienia Pańskiego w Mielnie, w dekanacie Mielno, w diecezji koszalińsko-kołobrzeskiej.

## Położenie
Kościół mieleński, leży około 750 m od Bałtyku w linii prostej. W zachodniej ścianie kościoła, po lewej stronie od wejścia, zakotwiony jest reper. Dzięki niemu można określić położenie kościoła. Jego posadzka znajduje się 3,5 m n.p.m. Fundamenty kościoła posadowione są w glinie zwałowej, pochodzącej z ostatniej (pomorskiej) fazy zlodowacenia bałtyckiego (ok. 14 tysięcy lat temu). Kościół stoi na niewielkim wzniesieniu, wokół którego są ślady fos. Niegdyś prawdopodobnie, poza funkcją sakralną, miał również znaczenie obronne. Znaleziono w okolicach kościoła także urny z popiołami z czasów pogańskich.

## Architektura
Najstarszą częścią kościoła jest nawa, pochodząca z XV w. Wieża zaś jest młodsza o jedno stulecie (XVI w.). Świątynia przebudowywana była kilkakrotnie, ostatnio w dużym stopniu w 1856 r., kiedy to w stylu neogotyckim dobudowano prezbiterium (od strony wschodniej), transept (od strony północnej) oraz kruchtę. Ponadto w 2. połowie XX w. od strony południowej dobudowano zakrystię. Kościół zachował styl gotycki w części nawowej.
Jest murowany z cegły i kamienia polnego, orientowany, jednonawowy na rzucie prostokąta z prezbiterium zamkniętym trójbocznie, oszkarpowany. We wnętrzu nawy głównej, od strony południowej, widoczne są trzy wnęki o łuku półokrągłym, a od strony północnej – dwie wnęki o łuku ostrym.
Od strony zachodniej stoi dwukondygnacyjna wieża, masywna, pokryta miedzianym, namiotowym dachem. Jej grube mury i wąskie okna wskazują na wcześniejsze również obronne przeznaczenie. W górnej części mury wieży ozdabia ceglany fryz. Nad ozdobnym gotyckim portalem wejściowym w murach wieży znajdują się dwa fragmenty kamieni młyńskich. W murach kościelnych lub obronnych można je znaleźć na Pomorzu Środkowym dość często. Są to kamienie zużyte. Ich umiejscowienie oznaczało szacunek dla chleba. Jako przyrządy dające pośrednio chleb, nie mogły być niszczone lub używane do budowy dróg.
W zewnętrznych murach kościoła występują dość liczne kamienie, nieco obrobione, przedstawiające lub przypominające postacie ludzi lub zwierząt. Z lewej strony wejścia głównego jest wmurowany kamień o ciemnej barwie, który kształtem przypomina siedzącego niedźwiedzia. Stosowanie kamieni w budownictwie sakralnym nie było niczym nadzwyczajnym. Od dawnych czasów kamień miał nie tylko znaczenie artystyczne czy estetyczne, ale także – a często przede wszystkim – społeczne lub polityczne. To symbol trwałości, nieśmiertelności, potęgi i władzy. W religii zaś kamień to znak wielkości, trwałości i majestatu. Wśród kamieni wtopionych w mury mieleńskiego kościoła przeważają granity i gnejsy, zdecydowanie mniej użyto kwarcytów, porfirów, gabra czy pegmatytów. Waga najcięższych głazów dochodzi do jednej tony.
Naukowcy obliczyli masę całej bryły kościoła (bez fundamentów) – oszacowali ją na 2050 ton. W przybliżeniu przyjmuje się, iż na budowę zużyto ok. 390 tysięcy cegieł. Wysokość murowanej wieży kościoła wynosi 13,0 m, zaś wysokość całkowita (od poziomu gruntu do szczytu krzyża) osiąga 25,6 m. Sam krzyż mierzy 1,2 m. Grubość ścian w kruchcie do wysokości 2,4 m wynosi aż 1,7 m, natomiast w nawie głównej – 0,8 m.
Kościół w Mielnie jest przykładem typowego wiejskiego jednonawowego kościoła ceglano-kamiennego, którego myśl architektoniczna i warsztat budowy nawiązują do miejskiej architektury gotyku strefy południowego wybrzeża Bałtyku.

## Wnętrze
Zabytkowy wystrój kościoła stanowią:
- barokowa ambona z XVIII w. w transepcie, z rzeźbami czterech ewangelistów,
- dwa dzwony kościelne z napisem majuskułą,
- neobarokowy obraz Wniebowstąpienie w transepcie, z 1. połowy XIX w.,
- neogotycka chrzcielnica w transepcie, z 2. połowy XIX w.,
- neogotycka wieczna lampka z 2. połowy XIX w.,
- dwa neogotyckie witraże w prezbiterium: Dobry Pasterz oraz Święta Rodzina, z 1904 r.

Z ok. 1960 r. pochodzą rzeźby apostołów Piotra i Pawła, umieszczone na bocznych ścianach prezbiterium. W pierwszej dekadzie XXI w. w okna kościoła wstawiono dziewięć nowych witraży. Przedstawiają one wszystkie różańcowe tajemnice światła oraz kilka innych scen biblijnych. W latach 2006–2008 kościół wzbogacił się o metalowe tabernakulum, mosiężne żyrandole i kinkiety oraz nowe elementy drewniane, zdobiące go od wewnątrz: ołtarz przedsoborowy (z figurami Mojżesza i Eliasza – świadków Przemienienia Chrystusa), ołtarz posoborowy, ambonę, sedilia oraz konfesjonały. Jesienią 2008 r. w kościele zamontowano elektryczne organy, podarowane parafii przez rodaków mieszkających w Niemczech. Wystrój wnętrza uzupełniają trzy obrazy (bez wartości zabytkowej): Matka Boska Częstochowska i Jezus Miłosierny (po obu stronach prezbiterium) oraz Matka Boska Nieustającej Pomocy (w zakrystii).

## Otoczenie
Przy głównym wejściu do świątyni (od strony zachodniej) znajduje się drewniany krzyż. Stoi on zarazem na parafialnym cmentarzu, na którym ostatniego pochówku dokonano w 2002 r. (pochowano tam wówczas jednego z mieleńskich proboszczów, ks. Franciszka Pacholskiego). Od tamtej pory, jako miejsca grzebalnego, używa się tylko cmentarza komunalnego, położonego ok. 1 km na zachód od świątyni. Również od strony północno-wschodniej kościoła stoi duży drewniany krzyż. Oba krzyże są pamiątką Misji świętych, wygłoszonych w parafii w 1999 r. przez ojców paulinów z Jasnej Góry. Przy transepcie mieści się kamień z pamiątkową tablicą poświęconą pierwszemu proboszczowi Mielna, ks. Kazimierzowi Zielińskiemu.
Przy ścianie południowej kościoła znajduje się plac, na którym odprawiane są Msze święte w sezonie letnim, gdy liczba wiernych, głównie wczasowiczów, przekracza pojemność świątyni.
Około 20 m od świątyni stoi budynek plebanii, a nieco dalej – salka parafialna. W obrębie terenu kościelnego mieści się również parking.

## Prace konserwatorskie
W 1960 r. założono na wieży metalowy krzyż i zainstalowano odgromienie. W latach 1979–1981 wykonano nowe miedziane pokrycie dachu nad całym kościołem i wieżą, regotyzowano wnętrze, położono granitową posadzkę, ukształtowano posoborowo prezbiterium, poddano konserwacji zabytkową ambonę oraz zaadaptowano teren przy południowej ścianie kościoła do odprawiania nabożeństw na wolnym powietrzu. W 2003 r. zmieniono system ogrzewania kościoła – założono napromienniki. Wymieniono również instalację elektryczną z aluminiowej na miedzianą. Od tego czasu praca dzwonów jest sterowana komputerowo. Zastosowano także zewnętrzne oświetlenie świątyni, a dla jej ochrony założono system alarmowy. Wiosną 2009 r. przeprowadzono odnowienie zakrystii oraz operację gazowania, której celem było zlikwidowanie szkodnika kołatka, niszczącego elementy drewniane.